# 早野龍五
早野 龍五（はやの りゅうご、1952年1月3日 - ）は、日本の物理学者、原子物理学者。専門はエキゾチック原子研究。東京大学名誉教授。2017年4月より株式会社ほぼ日のサイエンスフェロー。また2016年から公益社団法人才能教育研究会（スズキ・メソードを普及する組織）会長。

## 経歴
岐阜県大垣市生まれ。父は名古屋帝国大学医学部出身の眼科医で岐阜大学名誉教授の早野三郎。母は専業主婦だったが大阪女子高等医学専門学校（現：関西医科大学）の卒業生で医師免許を持っていた。父が信州大学医学部に赴任して松本に在住、松本音楽院（鈴木鎮一が1946年に創設）でヴァイオリンを習う。
長野県松本深志高等学校、東京大学理学部物理学科、東京大学大学院理学系研究科を経て1979年より東京大学理学部付属中間子科学実験施設助手。1982年に高エネルギー物理学研究所助教授、1985年東京大学理学部客員助教授、1986年に東京大学理学部物理助教授、1997年より東京大学大学院理学系研究科教授。2000年肺がんが見つかり右肺上葉の摘出手術を受けた。2001年7月からは2002年6月まではCERN研究所のEP部門で客員教授として日本と欧州を往復する研究生活を送った。 2016年8月「公益社団法人 才能教育研究会（スズキメソード）」の第5代会長に就任。2017年3月を以て東京大学大学院理学系研究科・理学部教授を定年退職。東京大学名誉教授。

## 福島との関わり
2011年3月、東日本大震災に伴う福島第一原子力発電所事故に際し、自身のTwitterから福島に関する情報発信を研究者の視点から発信し続け、一時はフォロワー数が15万人を超えた。早野は自身が中心となり東京大学の学生・大学院生によるチームの設立、一般社団法人サイエンス・メディア・センターによるウェブサイトの開設、東京大学医学部附属病院放射線科放射線治療部門の中川恵一准教授を中心とした「チーム・ナカガワ」による発信などとなって行った。その他、積極的に展覧会や講演会、著作活動を続け、福島に関する情報発信や提言を行っている。
福島のために必要な事柄として、「福島の若者が根拠のない偏見にさらされた時、自信を持って『そうではない』と言えるよう(証明出来る)にして県外に送り出すことが大事。」と述べている。
学校給食の陰膳検査
長い間、公費で研究してきた成果を社会に還元できないかと考えて自費で福島県内で給食の放射性物質検査、「陰膳検査」をしようとしたところ、賛同の声が広まり東京大学基金に特設ページが創設され、東大基金の歴史上なかった2000万円を超える寄付が集まった。更に、2012年以降は早野の意見によって全国で陰膳検査が公費で行われるようになった。さらに既に集まっていた基金は福島のために使われている。
乳幼児用の内部被ばく検査装置（ベビースキャン）の開発
2013年には立ったまま2分間静止していられない4歳未満の乳幼児や子供の内部被曝を測定するための装置「ベビースキャン」の開発・制作した。2013年12月から2015年3月にかけて0～11歳の子供を2707人調べた結果、検出可能なレベルの放射性セシウムが見つかった例はないという報告を2015年7月に発表。2017年にジュネーブで乳幼児用の内部被ばく検査装置「ベビースキャン」を開発したことを発表した。
データを誤り、本人の同意なしにデータを使用した論文
福島県伊達市の住民の被曝量を3分の1とした誤ったとする論文を提出しており、また27000人のデータは本人の同意なしに提供されていた。住民からの申し立て書では「線量を過小評価するための捏造」の疑いありとしている。2020年7月28日、学術誌『Journal of Radiological Protection』が「倫理的に不適切なデータが使われたことを確認した」として早野らが執筆した2本の論文を撤回した。以上の問題は、宮崎早野論文問題として科学者や調査地である伊達市住民から問題点が指摘されている。

## 受賞歴
- 1998年 - 第14回井上学術賞 （準安定シグマハイパー核と長寿命反陽子ヘリウム原子)
- 2008年 - 仁科記念賞（反陽子ヘリウム原子の研究）
- 2009年 - 第62回中日文化賞（反陽子ヘリウム原子の発見と研究）

## 著書

### 共著
- 『計算物理』高橋忠幸（共立出版、1992年）ISBN 978-4320032903
- 『知ろうとすること。』糸井重里（新潮社・新潮文庫、2014年）ISBN 978-4101183183
- 『しあわせになるための「福島差別」論 』池田香代子、開沼博、児玉一八、清水修二、野口邦和、松本春野、安斎育郎、一ノ瀬正樹、大森真、越智小枝、小波秀雄、番場さち子、前田正治（かもがわ出版、2017年）ISBN 978-4780309393
- 『わかりやすい放射線物理学 改訂3版』多田順一郎、中島宏、小林仁、浅野芳裕（オーム社、2018年）ISBN 978-4274221934

### 寄稿
- 『福島はあなた自身　災害と復興を見つめて』（福島民報社、2018年）ISBN 978-4904834398

### 訳書
- 『量子力学概論』ワルター・グライナー著、伊藤伸泰共監訳（丸善出版、2012年） ISBN 978-4621062463
- 『グライナー量子力学』、ワルター・グライナー著、伊藤伸泰共監訳、（シュプリンガー・フェアラーク東京、1991年、改定2000年）ISBN 978-4431706274

### 監修
- 『Nuclear is for Life―なぜ原子力が必要なのか(仮)』ウェード・アリソン著、水田賢政訳（ウェッジ、2018年）ISBN 978-4863101906

## 関連書籍
- ISBN 9784199502866 「僕と日本が震えた日」 鈴木みそ (著) (リュウコミックス) 本人役として出演。
- ISBN 9784041103852 「中卒」でもわかる科学入門："+-×÷"で科学のウソは見抜ける! 小飼弾（著）角川書店 2013年2月9日 著者との対談。